# Liste der Nummer-eins-Hits in Irland (1965)
Dies ist eine Liste der Nummer-eins-Hits in Irland im Jahr 1965. Sie basiert auf den offiziellen Singlecharts in Irland, die im Auftrag der Irish Recorded Music Association (IRMA) erstellt werden. Es gab in diesem Jahr 19 Nummer-eins-Singles.

## Singles
| ← 1964 ← | Liste der Nummer-eins-Hits in Irland | Liste der Nummer-eins-Hits in Irland | Liste der Nummer-eins-Hits in Irland                                            | 1966 →                    |
| \| Zeitraum \| Wo. ges. \| Interpret \| Titel Autor(en) \| Zusätzliche Informationen \| \| (Zeitraum, Wochen auf Platz eins, Interpret, Titel, Autor[en], zusätzliche Informationen) \| \| \| \| \| \| ----------------------------------------------------------------------------------------- \| -------- \| ------------------ \| ------------------------------------------------------------------------------- \| ------------------------- \| \| 18. Dezember 1964 – 17. Januar 1965 5 Wochen \| 5 \| The Beatles \| I Feel Fine John Winston Lennon, Paul James McCartney \| – \| \| 18. Januar 1965 – 7. März 1965 7 Wochen \| 7 \| Brendan Bowyer \| Hucklebuck Musik: Andy Gibson; Text: Roy Alfred \| – \| \| 8. März 1965 – 21. März 1965 2 Wochen \| 2 \| Butch Moore \| Born to Be with You Donald Robertson \| – \| \| 22. März 1965 – 4. April 1965 2 Wochen \| 2 \| Tom Dunphy \| If I Didn’t Have a Dime (To Play the Jukebox) Bert Russell, Phil Medley \| – \| \| 5. April 1965 – 25. April 1965 3 Wochen \| 3 \| Butch Moore \| Walking the Streets in the Rain Teresa Conlon, Joe Harrigan, George Prendergast \| – \| \| 26. April 1965 – 23. Mai 1965 4 Wochen \| 4 \| The Beatles \| Ticket to Ride John Winston Lennon, Paul James McCartney \| – \| \| 24. Mai 1965 – 13. Juni 1965 3 Wochen \| 3 \| Dickie Rock \| Every Step of the Way Al Stillman, Robert Allen \| – \| \| 14. Juni 1965 – 27. Juni 1965 2 Wochen \| 2 \| Sandie Shaw \| Long Live Love Chris Andrews \| – \| \| 28. Juni 1965 – 18. Juli 1965 3 Wochen \| 3 \| Elvis Presley \| Crying in the Chapel Charles Artice Glenn \| – \| \| 19. Juli 1965 – 25. Juli 1965 1 Woche \| 1 \| The Hollies \| I’m Alive Clint Ballard Jr. \| – \| \| 26. Juli 1965 – 1. August 1965 1 Woche \| 1 \| The Byrds \| Mr. Tambourine Man Bob Dylan \| – \| \| 2. August 1965 – 5. September 1965 5 Wochen \| 5 \| The Beatles \| Help! John Winston Lennon, Paul James McCartney \| – \| \| 6. September 1965 – 12. September 1965 1 Woche \| 1 \| Brendan Bowyer \| (Don’t Lose Your) Hucklebuck Shoes Musik: Gay McKeon; Text: Willie B. Devine \| – \| \| 13. September 1965 – 10. Oktober 1965 4 Wochen \| 4 \| The Rolling Stones \| (I Can’t Get No) Satisfaction Mick Jagger, Keith Richards \| – \| \| 11. Oktober 1965 – 7. November 1965 4 Wochen \| 4 \| Ken Dodd \| Tears Musik: William Uhr; Text: Frank Capano \| – \| \| 8. November 1965 – 21. November 1965 2 Wochen \| 2 \| Chris Andrews \| Yesterday Man Christopher Frederick Andrews \| – \| \| 22. November 1965 – 4. Dezember 1965 1 Woche \| 1 \| Dickie Rock \| Wishing It Was You Clyde Lovern Otis, Joy Byers \| – \| \| 5. Dezember 1965 – 18. Dezember 1965 2 Wochen \| 2 \| The Seekers \| The Carnival Is Over Traditional; Text: Tom Springfield \| – \| \| 19. Dezember 1965 – 23. Januar 1966 6 Wochen \| 6 \| The Beatles \| Day Tripper / We Can Work It Out John Winston Lennon, Paul James McCartney \| – \| |                                      |                                      |                                                                                 |                           |
| ← 1964 |                                      |                                      |                                                                                 | → 1966 →                  |
| Zeitraum | Wo. ges.                             | Interpret                            | Titel Autor(en)                                                                 | Zusätzliche Informationen |
| (Zeitraum, Wochen auf Platz eins, Interpret, Titel, Autor[en], zusätzliche Informationen) |                                      |                                      |                                                                                 |                           |
| 18. Dezember 1964 – 17. Januar 1965 5 Wochen | 5                                    | The Beatles                          | I Feel Fine John Winston Lennon, Paul James McCartney                           | –                         |
| 18. Januar 1965 – 7. März 1965 7 Wochen | 7                                    | Brendan Bowyer                       | Hucklebuck Musik: Andy Gibson; Text: Roy Alfred                                 | –                         |
| 8. März 1965 – 21. März 1965 2 Wochen | 2                                    | Butch Moore                          | Born to Be with You Donald Robertson                                            | –                         |
| 22. März 1965 – 4. April 1965 2 Wochen | 2                                    | Tom Dunphy                           | If I Didn’t Have a Dime (To Play the Jukebox) Bert Russell, Phil Medley         | –                         |
| 5. April 1965 – 25. April 1965 3 Wochen | 3                                    | Butch Moore                          | Walking the Streets in the Rain Teresa Conlon, Joe Harrigan, George Prendergast | –                         |
| 26. April 1965 – 23. Mai 1965 4 Wochen | 4                                    | The Beatles                          | Ticket to Ride John Winston Lennon, Paul James McCartney                        | –                         |
| 24. Mai 1965 – 13. Juni 1965 3 Wochen | 3                                    | Dickie Rock                          | Every Step of the Way Al Stillman, Robert Allen                                 | –                         |
| 14. Juni 1965 – 27. Juni 1965 2 Wochen | 2                                    | Sandie Shaw                          | Long Live Love Chris Andrews                                                    | –                         |
| 28. Juni 1965 – 18. Juli 1965 3 Wochen | 3                                    | Elvis Presley                        | Crying in the Chapel Charles Artice Glenn                                       | –                         |
| 19. Juli 1965 – 25. Juli 1965 1 Woche | 1                                    | The Hollies                          | I’m Alive Clint Ballard Jr.                                                     | –                         |
| 26. Juli 1965 – 1. August 1965 1 Woche | 1                                    | The Byrds                            | Mr. Tambourine Man Bob Dylan                                                    | –                         |
| 2. August 1965 – 5. September 1965 5 Wochen | 5                                    | The Beatles                          | Help! John Winston Lennon, Paul James McCartney                                 | –                         |
| 6. September 1965 – 12. September 1965 1 Woche | 1                                    | Brendan Bowyer                       | (Don’t Lose Your) Hucklebuck Shoes Musik: Gay McKeon; Text: Willie B. Devine    | –                         |
| 13. September 1965 – 10. Oktober 1965 4 Wochen | 4                                    | The Rolling Stones                   | (I Can’t Get No) Satisfaction Mick Jagger, Keith Richards                       | –                         |
| 11. Oktober 1965 – 7. November 1965 4 Wochen | 4                                    | Ken Dodd                             | Tears Musik: William Uhr; Text: Frank Capano                                    | –                         |
| 8. November 1965 – 21. November 1965 2 Wochen | 2                                    | Chris Andrews                        | Yesterday Man Christopher Frederick Andrews                                     | –                         |
| 22. November 1965 – 4. Dezember 1965 1 Woche | 1                                    | Dickie Rock                          | Wishing It Was You Clyde Lovern Otis, Joy Byers                                 | –                         |
| 5. Dezember 1965 – 18. Dezember 1965 2 Wochen | 2                                    | The Seekers                          | The Carnival Is Over Traditional; Text: Tom Springfield                         | –                         |
| 19. Dezember 1965 – 23. Januar 1966 6 Wochen | 6                                    | The Beatles                          | Day Tripper / We Can Work It Out John Winston Lennon, Paul James McCartney      | –                         |